# Norton-Sund
Der Norton-Sund (englisch Norton Sound) ist ein Meeresarm des Beringmeers an der Westküste Alaskas.

## Lage
Der Sund liegt südlich der Seward-Halbinsel und ragt 240 km ins Festland. Er erreicht eine maximale Breite von 200 km. Die südliche Begrenzung bildet das angeschwemmte flache Land des Yukon-Deltas.
Der hintere Teil des Sunds wird im Norden durch das Kap Darby und im Süden durch die Stuart Island begrenzt. Hier befindet sich die Norton Bay, die durch das Kap Darby und das Kap Denbigh begrenzt wird und in die unter anderem der Koyuk River mündet. Vor dem östlichen Küstenabschnitt des Nortonsunds liegt die Insel Besboro Island.
Von Juni bis Oktober ist der Sund eisfrei.

## Besiedlung
Die erste Besiedlung fand durch Indianer statt. Der Sund bildet die natürliche Grenze zwischen zwei nordamerikanischen Völkern: die Nordküste wurde durch die Inupiat, der Süden durch die Yupik besiedelt.
Die stärkste Besiedlung fand an der nördlichen Küste des Nortonsunds statt. Die knapp 4.000 Einwohner große Stadt Nome liegt am Eingang des Sunds. Darauf folgen weitere Kleinstädte und Dörfer bis zu Koyuk an der Mündung des gleichnamigen Flusses. Im Osten des Sunds liegen Shaktoolik und Unalakleet. In der Nähe der Stuart Insel befinden sich Stebbins und Saint Michael. Am südwestlichen Ende der Pastol Bay, am südlichen Eingang des Sunds liegt Kotlik.